# Sârbii-Măgura
Sârbii-Măgura est une commune roumaine située dans le județ d'Olt.